# Диц, Джон
Джон А. Диц (англ. John A. Dietz: 24 ноября 1870, Германия — 11 октября 1939, Нью-Йорк, Нью-Йорк) — американский стрелок, двукратный чемпион летних Олимпийских игр, чемпион мира.
Диц принял участие в летних Олимпийских играх в Лондоне в соревнованиях по стрельбе из пистолета. Он стал чемпионом в стрельбе среди команд и занял девятое место среди отдельных спортсменов.
На следующих летних Олимпийских играх 1912 в Стокгольме Диц снова стал чемпионом в командной стрельбе из пистолета и девятом в индивидуальной, а также, участвуя в стрельбе из дуэльного пистолета, занял четвёртые места среди отдельных спортсменов и среди команд.
Через год Диц стал чемпионом в командной стрельбе из пистолета в Кэмп-Перри, США.
Калкинс по жизни был военным и был суперинтендантом 71-го пехотного полка, с которым участвовал в Первой мировой войне.